# Pierre de Négrel
Pierre de Négrel de Millia, mort le  6 juin 1306, est un prélat français du XIIIe siècle  et du début du XIVe siècle. 

## Biographie
Pierre Négrel est élu évêque de Riez en 1288. Dès le début de son terme, des démêlés violents surgissent entre lui et le chapitre de sa cathédrale. Les dénonciations qui s'ensuivent sont si ardentes que l'évêque doit s'absenter quelque temps. 
 Boniface VIII accorde en 1300 plusieurs indulgences à l'église Sainte-Marie de Moustiers.